# غوستاف أ. هوف
غوستاف أ. هوف (بالإنجليزية: Gustav A. Hoff)‏ هو شخصية أعمال أمريكي، ولد في 7 ديسمبر 1852 في توسان في الولايات المتحدة، وتوفي بنفس المكان في 18 فبراير 1930.